# قائمة شخصيات روروني كنشين
هذه قائمة بالشخصيات في روروني كنشين من نوبوهيرو واتسوكي التي ظهرت في المانغا والأنمي، الأعلام مذكورة وفق الترتيب الياباني في التسمية حيث يأتي اسم العائلة قبل اسم الشخص. جميع مواد النسخ الإنجليزية اتبعت هذا الترتيب ما عدا نسخة الأنمي الإنجليزية التي استخدمت الترتيب الإنجليزي.

## الأبطال

### هيمورا كنشين
هيمورا كنشين هو بطل القصة، حمل لقب «روروني» (المتنقل) بعد لقب «هيتوكيري باتوساي» (السفاح سريع استلاء السيف)، حيث توقف عن عمليات الاغتيال التي نفذها في الحرب الأهلية وأصبح يتنقل في أرجاء اليابان حتى يصل طوكيو وفيها تبدأ قصة السلسلة. يمارس كنشين أسلوب هيتن ميتسوروغي في القتال ويستخدم في القصة سيف ساكاباتو (سيف معكوس النصل) حتى يتجنب قتل الخصم.

### كاميا كاورو
كاميا كاورو هي ابنة سيد أسلوب كاميا كاشين وورثت عنه الأسلوب بعد وفاته، كما ورثت دوجو صغير في طوكيو لتقوم بالتدريب فيه على أسلوب والدها، كاورو هي فتاة في السابعة عشر من العمر، تقابل في شوارع طوكيو هيتوكيري باتوساي ومعه تبدأ القصة.

### ميوجين ياهيكو
ميوجين ياهيكو هو سليل عائلة ساموراي، فتى عاش بعد وفاة والديه مع عصابة مقامرة كنشال لمصلحتهم، ثم يترك ذلك بعد لقائه كنشين وكاورو ليقرر العيش معهما في الدوجو كمتدرب لأسلوب كاميا كاشين.

### ساغارا سانوسكي
ساغارا سانوسكي هو مقاتل شوارع مرتزق سبق أن قاتل كنشين في بداية القصة. كان سانوسكي فردا في جيش سيكيهو ويعد أحد القلائل الذين بقوا على قيد الحياة من ذلك الجيش.

### تاكاني ميغومي
تاكاني ميغومي هي امرأة من عائلة اشتهرت بالطب من أيزو (الآن فوكوشيما)، عملت لدى عصابة أفيون تحت ضغط من رئيسها، لكن كنشين ورفاقه ينقذوها لتنتقل للعمل لدى عيادة طبية في طوكيو.

### شينوموري آوشي
شينوموري آوشي هو قائد مجموعة أونيوابان السابق، مقاتل سيف بارع يهتم لرفاقه كثيرا، في القصة يكون همه الأول حمل لقب الأقوى حتى تفخر أونيوابان بذلك.

### سايتو هاجيمي
سايتو هاجيمي هنا شخصية مبنية على شخصية تاريخية بنفس الاسم، ويشترك معه بكونه قائدا سابقا لفرقة شينسنغومي الوحدة الثالثة أثناء الثورة. يحمل لكنشين عداء طويلا ومع ذلك يتحالف الاثنان ضد العدو المشترك شيشيو ماكوتو.

### ماكيماتشي ميساو
ماكيماتشي ميساو هي فتاة نينجا في مجموعة أونيوابان، تربت على يد قائدها السابق شينوموري آوشي وتكن له الإعجاب بمرور السنوات.

## الأعداء

### هيروما كيهاي وهيروما غوهاي
في المانغا، هيروما كيهاي رجل في 45 من العمر، بينما هيروما غوهاي رجل في 37 من العمر، يعرف الاثنان باسم الإخوة هيروما 比留間 兄弟 (نطقا: هيروما كيوداي)، يخطط كل منهما الاستيلاء على دوجو كاميا كاورو، فبعد وفاة والد كاورو ينهار كيهاي أمام الدوجو لتأخذه كاورو وتسكنه في الداخل، وأثناء إقامته يصبح متدربا لينال ثقتها، بينما يصبح غوهاي الساموراي السابق قاتلا منتحلا شخصية هيتوكيري باتوساي، بعد أن تكتشف كاورو خطتهما يحاول الاثنان قتلها إلا أن كنشين يتدخل ليهزم غوهاي ويوقع كيهاي في غيبوبة، بعدها يستأجر الاثنان سانوسكي ساغارا لقتال كنشين إلا أن كنشين يتمكن من الانتصار، يتدخل عندها غوهاي بمسدسه ويطلق النار إلا أن كنشين يصد الطلقة بسيفه، وعندما يحاول الأخوين التعرض لكاورو وياهيكو يتدخل سانوسكي ويوقف غوهاي بينما يستسلم كيهاي أمام كنشين.
يظهر الاثنان مرة أخرى في مسقط رأس سانوسكي حيث يعملان حارسين شخصيين مرة لرئيس عصابة في البلدة، ومرة لعم رئيس العصابة، لكن سانوسكي يهزمهما في كلتا المرتين.
في الأنمي يظهر غوهاي فقط كطالب سابق في دوجو كاميا، عندما أصر على استخدام السيف للقتل يباغت مدربه بهجوم إلا أنه يفشل وينكسر إبهامه ويطرد، يخطط غوهاي للاستيلاء بعدها على الدوجو إلا أن كنشين يقف دون ذلك، بعدها يستأجر سانوسكي لقتال كنشين لكنه يفشل أيضا.

### تاكيدا كانريو
تاكيدا كانريو رجل أعمال له فكر مادي بحت، بدأ في القصة بصناعة الأفيون بإرغام تاكاني ميغومي بعد قتله للصانع الرئيسي، النوع الجديد من الأفيون سيدر عليه ربحا يهدف منه جلب الصناعة العسكرية الغربية لليابان، أسس جيشه الخاص كما استأجر مجموعة أونيوابان ليظن أن كل شيء بيده، لكن بعد قدوم هيمورا كنشين لإنقاذ ميغومي يتضح له أن مجموعة أونيوابان لا تريد الانقياد إلا تحت أمر قائدها شينوموري آوشي، عندها يقرر التخلص من الجميع باستخدام مدفع رشاش ليقتل أربعا من المجموعة وهم يحمون قائدهم.
في المانغا يستنفذ كانريو طلقات مدفعه في قتل الرجال الأربعة، ما أتاح لكنشين فرصة لإيقافه والقبض عليه، وبعدها يحاول كانريو إقناع الشرطة بتورط ميغومي، غير أن كنشين يفهمهم أنها لم تكن إلا مجبرة على العمل، بينما في الأنمي يعلق شريط الطلقات بسهم أطلقه بيشيمي (أحد الرجال الأربعة)، ما يتيح لكشين فرصة لإيقاف كانريو ليقتاد إلى السجن.

### أودو جين-إي
كوروغاسا 黒笠 المعروف باسم أودو جين-أي 鵜堂 刃衛 (جيني أودو بالترتيب الغربي) كان سفاحا فترة الثورة كما استمر بالقتل بعدها، هاجم في القصة رجالا من حكومة ميجي بأمر أحد رجالها الفاسدين (عمل سابقا لصالح نظام توكوغاوا شوغون كفرد في فرقة شينسنغومي، إلا أن حبه للقتل دفعه لقتل رفاقه في نفس الوحدة). يتميز بمهارة شل الخصم بالنظر إليه مباشرة، يصبح مهووسا بقتل هيتوكيري باتوساي السابق (هيمورا كنشين) بعد لقائه له وهو يحمي أحد موظفي الحكومة، لكنه يتركه مشددا على أنه لا يرغب بقتال كنشين طالما لا يقاتل بكامل قواه كسفاح، ليختطف كاورو كاميا في اليوم التالي حتى يثير غضب كنشين ويعيده إلى شخصية السفاح، يتعقب كنشين أثر جين-أي حتى يصل إلى وكره بالغابة ليتبارزا، يشعر جين-أي أن كنشين لا يزال يقاتله بنية عدم القتل فيقوم بشل رئة كاورو حتى يزيد غضبه، يتمكن جين-أي في لحظة من كنشين إلا أن كنشين بعودته لشخص السفاح يقلب عليه اللعبة ليحرمه من إمكانية الإمساك بالسيف بيمناه، وبينما يحاول كنشين قتل جين-أي تتحرر كاورو بإرادتها من الشلل وتوقفه، يستل جين-أي سيفه بيده اليسرى ويطعن نفسه بقلبه قبل أن يكشف للشرطة اسم سيده.

### إيسوروغي رايجوتا
إيسوروغي رايجوتا 石動 雷十太 مختلف في الشخصية والتوجه في الأنمي عن الموجود في المانغا، في المانغا يظهر غير سعيد بالوضع الحالي، مفكرا بإعادة الوضع السابق حيث يكون السيف هو الحكم، يتنقل في أرجاء ابلاد جامعا أقوى المقاتلين ومستغلا ثروة عائلة تسوكاياما في دعم حملته. في الأنمي يحلم رايجوتا بإنشاء مملكة مقاتلي السيوف اليابانيين من مجموعة من الساموراي، بادئا بتمركزه في منزل عائلة تسوكاياما في مقاطعة أيزو مستغلا إعجاب متدربه به.
يظهر رايجوتا قويا، إلا أن مهارات سيفه ليست ذات قوة حقيقية، رغم أنه تسبب بتدمير الخلايا العصبية لذراع يوتارو اليمنى وجرح كنشين. في المانغا عندما يكتشف كنشين أنه لم يقتل أحدا في الحقيقة ليستنتج حقيقة كونه مجرد مخادع، بعد أن يهزمه كنشين يمسك بياهيكو مهددا بقتله، بعد أن يخبره كنشين ما معنى أن يقتل أحدا بالسيف، يفقد ثقته كمقاتل سيف ليعجز عن حمل أي سيف بعدها.
في الأنمي يظهر رايجوتا أكثر ثقة وقوة بأفكاره، فتجتمع الشرطة لقتال مجموعته ويحصل القتل، يوقف كنشين القتال متعهدا أنه سيوقف رايجوتا بنفسه، يتمكن رايجوتا بمهارته إصابة يوتارو وكنشين، إلا أن كنشين يتمكن منه ليسقطه أرضا وتنتهي المعركة.

### أكاماتسو أروندو
أكاماتسو أروندو 赤末 有人 هو مرتزق يعمل لصالح أحد الساسة الفاسدين، يحس بالغيرة عندما يجد أن سايتو هاجيمي أرسل لقتال كنشين بدلا منه، لكن سايتو يسمح لأروندو بقتاله مقابل نيله شرف ذلك، يتقاتل كنشين معه إلا أنه يخسر النزاع. يكتشف أروندو بعدها أن سايتو يعمل لصالح أوكوبو توشيميتشي، ليقرر الهرب من البلاد وقطع علاقته مع السياسي الفاسد، إلا أن سايتو يتدخل ويقتل الإثنين معا.

### عصابة شيشيو

#### شيشيو ماكوتو
شيشيو ماكوتو هو العدو الرئيسي في «فصل كيوتو» (الأعداد 7-17 من المانغا) والموسم الثاني من الأنمي، يخطط شيشيو للسيطرة على اليابان بتهييج ثورة وإسقاط حكومة ميجي.

#### كوماغاتا يومي
كوماغاتا يومي 駒形 由美 هي امرأة عملت بغيا في يوشيوارا، وقعت في حب شيشيو بشغف، فتبنت أحلامه بإسقاط الحكومة والسيطرة على البلاد، حتى أنها دفعت نفسها ثمنا لحماية شيشيو، الذي استغل حجب جسمها له فسدد طعنة اخترقتها واخترقت جسم كنشين، يهزأ كنشين من ما عمله شيشيو إلا أن شيشيو يصر على أن يومي سعيدة بما عمله، بنهاية الفصل تظهر مع شيشيو وهوجي في الجحيم راغبين بالسيطرة عليه.

#### رهبان أبوكوما
أبوكوما يونيودو 阿武隈四入道 (رهبان أبوكوما الأربع) هم أتباع لشيشيو، عندما يرون شينوموري آوشي يطلبون منه مرافقتهم للقاء شيشيو، يرفض آوشي فيهاجمه الرهبان ظانين أنه أهان شيشيو، يقتلهم آوشي جميعا ليظهر سيتا سوجيرو ويخبره أن شيشيو أراد اختبار قوته.

#### سنكاكو
سنكاكو 尖角 هو تابع لشيشيو حكم ظلما قرية شينغتسو، قتل سنكاكو والدي أحد عملاء الحكومة السري، يتمكن كنشين من التغلب عليه وتسليمه إلى الشرطة، في الأنمي أضيف مشهد يحكي هربه من قبضة الشرطة ومقابلته سيتا سوجيرو الذي يقتله.

#### سادوجيما هوجي
سادوجيما هوجي 佐渡島 方治 هو الآمر الثاني في القيادة بعد شيشيو، عمل سابقا كموظف في الحكومة لكنه فقد الثقة بها عندما رأى أن لا أحد فيها يستحق القيادة فترك العمل معها، يقابل بعدها شيشيو ليتفقا على دولة قوية تحكم بمبدأ القوي من يعيش. هوجي رجل مميز فرغم عدم إتقانه للقتال يستطيع إدارة منظمة بدهاء، كما استطاع شراء سفينة ضخمة من السوق السوداء ليخطط بها مهاجمة طوكيو، لكن خططه فشلت بعد تدخل كنشين، سايتو، وسانوسكي الذي تسبب بثقب في السفينة بتفجيرها بالقنابل التي كان يحملها.
يعتقد هوجي في قدرات شيشيو تماما، حتى أنه ألقى مسدسا مخبأ عندما علم بحدود قتال شيشيو في خمس عشرة دقيقة، لكنه يفقد عقله بعد هزيمة كنشين لشيشيو، ليدمر بيديه مقر شيشيو أملا في أن يموت الجميع ولا يبقى منتصر، ينقذه آنجي ويقنعه بالاستسلام للشرطة، يوافق هوجي بنية عرض مبادئ شيشيو أثناء محاكمته، لكنه لم يقدم إلى واحدة بعد أن تقرر الحكومة كتم صوته. بنهاية فصل كيوتو يتضح أن هوجي انتحر في سجنه، وتظهر رسالة مكتوبة بالدماء وفيها «هذا العالم انتهى بالنسبة إلي، سأتبع سيدي إلى الجحيم»، الرسالة وضحت رأيه نحو الحكومة ومدى ولائه لشيشيو، بعدها يظهر هوجي في الجحيم مع يومي وشيشيو الذي يرغب بالسيطرة على عالم الجحيم.

#### جوبونغاتانا
جوبونغاتانا 十本刀 (السيوف العشرة) هم نخبة من المقاتلين الذين يعملون تحت إمرة شيشيو.

#### سيتا سوجيرو
سيتا سوجيرو هو فتى شاب عمل كذراع شيشيو اليمنى، وهو أحد السيوف العشرة ويلاحظ بابتسامته الدائمة حتى في المعارك.

#### أونما أوسوي
أونما أوسوي 魚沼 宇水 (السيف الأعمى) كان مقاتل سيف عمل لمصلحة نظام توكوغاوا شوغون سابقا، إلى أن جاء يوم تقاتل ضد شيشيو ماكوتو الذي عمل وقتها سفاحا للمعارضين، تسبب شيشيو بجرح أوسوي في عينيه ليفقد بصره لكنه لا يموت، بمرور الأيام طور لنفسه مهارة سماها شينغان (عين القلب) وهي في الأساس مقدرة سمعية خارقة تتيح له سماع دقات قلوب المحيطين به، وبها يتنبأ بأحاسيسهم وتصرفاتهم.
في القصة، اتفق أوسوي على أن يعمل مع شيشيو بشرط أن تكون له حرية قتله متى تسنى له ذلك، إلا أن سايتو هاجيمي كشف ضعفه وعدم قدرته على قتال شيشيو، وبدلا من ذلك يستمتع بقتل الضعاف حتى يشبع أنانيته. طبقا لتشو، يعد أوسوي ثاني أقوى رجال جوبونغاتانا.
يقتل أوسوي على يد سايتو في قتال المعركة الأخيرة، في المانغا يستخدم سايتو وضعية الصفر من غاتوتسو (التي بين أنه كان يحتفظ بها حتى يقاتل كنشين)، قوة الضربة شطرت نصفه العلوي وعلقته فوق عتبة باب الغرفة، المشهد العنيف خفف أثره في الأنمي، حيث اكتفي بتعليقه كاملا في نفس المكان.

#### يوكيوزان آنجي
يوكيوزان آنجي 悠久山 安慈 أحد مقاتلي السيوف العشرة، كان في السابق راهبا إلا أنه اعتزل الرهبانية البوذية ليقاتل في سبيل التخلص من حكومة ميجي، أتباع الحكومة تسببوا بحرق معبده ومن فيه من يتامى عائلات معأرضي الحكومة السابقين، عندها رأى أن بوذا لم يحم من يهتم لأمرهم، فيقرر الانتقام ويقتل من تسبب بالحريق. رغم اعتزاله إلا أنه لا يزال محتفظا ببعض المعتقدات البوذية. يقرر في سبيل الخلاص قتل كل من يراه شريرا.
يعد آنجي التالي بعد أوسوي في السيوف العشرة إلا أنه أرحمهم، انضم آنجي إلى المجموعة بشرطه الذي ينص على أنه هو من يحدد من يموت ومن يعيش، يقاتل بيديه مستخدما مهارة فوتاي نو كيوامي ويستخدم سيفه في تنفيذ المهارة لضرب المسافات البعيدة.
في القصة يقابل سانوسكي ساغارا الراهب المعتزل، ليتعلم على يديه أسرار فوتاي نو كيوامي دون أن يعلم آنجي أنه متحالف مع كنشين ضد شيشيو، قبل أن يعلمه يسأله آنجي عن رأيه في الحكومة، يجيبه سانوسكي بصدق أنه يكرهها لما فعلته مع جيش سيكيهو.
في المعركة الأخيرة يخوض آنجي قتالا مع سانوسكي، يستخدم كلا منهما نفس المهارة، لكن بعد أن يستخدم سانوسكي مهارة مطورة هي سانجو نو كيوامي حيث يضرب ببراجم كفه، ثم قبضته، ثم أطراف أصابعه، وقبل أن ينهار آنجي يخبره سانوسكي أن ما يقوم به هو ضد ما يريده أولئك اليتامى، فيراهم آنجي أمامه لينهار ويقر بالهزيمة. بعد مقتل شيشيو يختار آنجي قضاء 25 سنة في سجن هوكايدو، بعد شفاعة سانوسكي له.

#### ساواغجو تشو
ساواغجو تشو 沢下条 張 المشهور «بمطارد السيوف»، مقاتل من السيوف العشرة يهوى جمع مختلف السيوف وغرائبها، ومنها سيف طويل مرن أخفاه ملفوفا حول جذعه، تشو يحب اللهو إلى أن يظهر خصمه الرغبة في قتله وعندها يقاتل بكامل قواه. ولد في أوساكا، له مظهر هادئ ويتحدث غالبا مغمضا عينا واحدة، لكنه يفتحها عندما يتمتع بالقتال، يتحدث بلكنة واضحة لأهل أوساكا كانساي-بان.
في القصة، عندما يعلم تشو بآخر سيف لصانع السيوف الشهير آراي شاكو، يحتفظ بحفيده الطفل كرهينة حتى يثير حزن الابن آراي سيكو وزوجته أزسا، ليكتشف منهما مكان السيف الأخير ويتجه إليه محتفظا بالطفل، يأتي كنشين وينقذ الطفل مستخدما السيف الأخير ليقتاد تشو إلى الشرطة. بعد نهاية شيشيو، يعمل تشو جاسوسا لمصلحة الحكومة في عقد سري مع سايتو هاجيمي، ويزور كنشين ورفاقه في مقرهم ليخبرهم بما حدث معه ومع باقي رجال جوبونغاتانا.
في الأنمي، يعود تشو للظهور حيث يقف في وجه شوغو أماكسا. في المانغا، يعود للظهور في فصل جينتشو للمساعدة في كشف المعلومات حول إنيشي.

#### هونجو كاماتاري
هونجو كاماتاري 本条 鎌足 هو شاب مخنث يرتدي ملابس أنثوية، حيث يظهر ويتصرف كفتاة حتى أنه أرعب ماكيماتشي ميساو عندما علمت أنه رجل. يحب شيشيو ماكوتو لكنه يعلم أنه لن يكون بقدر كوماغاتا يومي في قلب شيشيو، أو بمهارة سيتا سوجيرو كذراع شيشيو اليمنى.
يستخد كاماتاري منجلا ضخما كسلاح مربوط به سلسلة وكرة حديدية، يظهر بالقصة كأحد السيوف العشرة الذين أرسل بعضهم إلى مقر مجموعة أونيوابان حيث يتحصن رفاق كنشين، يقاتل كلا من كاميا كاورو وماكيماتشي ميساو لكنه يخسر النزاع، يحاول الانتحار بعدها لكن ميساو تمنعه بضربة على العنق.
بنهاية فصل كيوتو، يأتي تشو زائرا له بالمستشفى مخبرا بما حصل مع شيشيو، يقرر كاماتاري الانتحار من جديد إلا أن تشو يقنعه بقصة ملفقة من رأسه أن شيشيو يرغب منه العيش حتى يخبر العالم فيما بعد عن كل ما قامه.

#### كاريوا هنيا
كاريوا هنيا 刈羽 蝙也 هو أحد السيوف العشرة، يشارك في الهجوم على مقر مجموعة أونيوابان حيث يتحصن رفاق كنشين، يواجه ميوجين ياهيكو في القتال مستخدما مقدرته على الطيران وإلقاء المتفجرات من علو، إضافة إلى النزول أرضا والهجوم بالسيف ثم العودة إلى السماء. يتمكن ياهيكو من الانتصار على هنيا بالصعود على لوح باب طار بتفجر قنابل هنيا، ليصعد على ظهره مسددا ضربة مستوحاة من أسلوب هيتن ميتسوروغي تسقطه أرضا.

#### إيوانبو
إيوانبو 夷腕坊 هو رجل سمين يتصف بالبله، يستخدم حجمه الصخم في صد ضربات أسلحة الخصوم، يستخدم سيوفا صغيرة في يده في الهجوم. إيوانبو شارك في القتال ضد مجموعة أونيوابان. لم يتكلم في القصة ولم يفعل شيئا كثيرا وفي نهاية فصل كيوتو ظهر جالسا على جرف خارج المدينة.

#### فوجي
فوجي 不二 هو أحد السيوف العشرة وهو عملاق يعتبره من حوله مرعبا بالنسبة إليهم، يهاجم فوجي في الماضي (الأنمي صور الشرطة وهي تطلق عليه النار) لكن بمساعدة سايزوتشي يبقى على قيد الحياة، يبقى فوجي مواليا مخلصا لسايزوتشي الذي يدربه حتى يصبح مقاتلا كبيرا، يعيش فوجي كوحش كما ينظر إليه من حوله، لكن هيكو سيجورو بعد حديث معه في معركة آوي-يا كشف روح القتال لديه، فكان لأول مرة ينظر إليه كمقاتل لا كوحش، يخوض قتالا مع سيجورو ينتهي بخسارته النزاع لكنه يبقى حيا بعد أن يضربه سيجورو قالبا سيفه، رغم خسارته يحس فوجي بالسعادة لأنه لأول مرة يعامل كمقاتل سيف. بنهاية فصل كيوتو يتضح أن فوجي يعمل في استصلاح الأراضي في هوكايدو.

#### سايزوتشي
سايزوتشي 才槌 هو أحد السيوف العشرة وهو شيخ قصير القامة يتحكم بفوجي وطريقة قتاله، لا يمتلك لنفسه مهارة قتالية لكنه بارع في تثبيط الهمم واللعب بالكلمات، في القصة يقوم كعادته بإصدار الأوامر لفوجي فيدمر مركز الشرطة بالبلدة ويتجه لتدمير فندق آوي-يا حيث مقر رفاق كنشين، لكن بعد تدخل هيكو سيجورو يفقد سايزوتشي التحكم بفوجي الذي يخسر قتاله مع سيجورو فيسقط أرضا، يفقد سايزوتشي وعيه بعد أن تسقط يده فوجي عليه، ويعيش بعدها عاملا لمصلحة الحكومة بوزارة الخارجية كرجل مفاوضات.

### يوكيشيرو إنيشي
يوكيشيرو إنيشي هو شقيق يوكيشيرو توموي زوجة كنشين السابقة، وهو العدو الرئيسي في الفصل الأخير جينتشو من القصة.

### روكنين ناكاما
روكنين ناكاما (الرفاق الستة) هم مجموعة كونها إنيشي في فصل جينتشو من المانغا، ثلاثة منهم له ماض أليم مع كنشين عندما كان هيتوكيري باتوساي، الثلاثة الآخرون مجرد مجموعة من المقاتلين شاركوا حبا في القتال فحسب.

#### غيين
غيين 外印 هو آخر من بقي على قيد الحياة من مجموعة صغيرة من الحرفيين الذين تمرسوا على صناعة الدمى الحية، أي الأجسام المصنوعة من جثث الموتى. يقوم غيين في القصة بصناعة دمية لجثة شبيهة لكاورو ليخدع من حولها ظانين قتلها على يد إنيشي.

#### كوجيرانامي هيوغو
كوجيرانامي هيوغو 鯨波 兵庫 هو مقاتل ضخم، يشير سانوسكي إليه بأنه أضخم من آنجي، ظهر في البداية شخصا متفهما، لكنه بالنهاية يبدأ بالاضطراب حتى يصل لمرحلة الجنون. في حرب توبا فوشيمي من فترة باكوماتسو، قاتل هيوغو كنشين وخرج من القتال مقطوعا ذراعه الأيمن، يطلب من كنشين إنهاء حياته لكن كنشين يرفض. بعدها بسنوات ينضم إلى إنيشي للانتقام من كنشين، ويعطى مدفعا يهاجم به مطعم أكابكو وبيت رئيس الشرطة، يقاتله سايتو ويقبض عليه ليودع بالسجن، يثور حتى الجنون ليهرب من السجن ويعود إلى إنيشي، الذي يعطيه مدفعا أكثر تطورا وبه يطوف طوكيو بحثا عن كنشين.
ياهيكو كان الوحيد الذي يستطيع مواجهة هيوغو، يدخل في نزاع معه مضيعا وقته حتى يصل كنشين ويقطع مدفعه، يعود هيوغو بعد ذلك لرشده ليخبره ياهيكو أن كرهه لساموراي مثله أمر خاطئ وأن ذلك لم يقوده إلا للحضيض، يتأثر هيوغو بكلمات ياهيكو ويقتنع بمنطقه، ثم يعتذر إلى كنشين ويوافق على العودة للسجن.

#### إينوي بانجين
إينوي بانجين 戌亥 番神 هو مقاتل يشابه سانوسكي في التفكير، تدرب على يد تاتسمي قائد النينجا الذين حاولوا قتل هيتوكيري باتوساي، ينضم بانجين إلى إنيشي مدعيا نفس السبب إلا أنه يتضح أنه انضم ليختبر قوته متعللا بمقتل مدربه.
يرتدي بانجين سوارين يدعي أن بإمكانه صد أي هجمة بهما حتى طلقات الرصاص، لكنه يرتديهما لإخفاء حقيقة أنه لا يستطيع تحمل الإصابات، يتفاخر بنفسه في كونه خارقا لا يهزم إلا أن سانوسكي يكتشف أنه هذا من تأثير ارتداء السوارين، وأنه لا يقاتل إلا من هم أضعف منه.
يبدأ بانجين بمهاجمة دوجو مايكاوا في حملة جينتشو وفيه يواجه سانوسكي، أثناء القتال يتمكن سانوسكي من كسر أحد السوارين بضربة فوتاي نو كيوامي، بعدها يتلقى بانجين من إنيشي سوارين آخرين عند الهجوم على دوجو كاميا ليواجه سانوسكي مرة أخرى، في نهاية القتال يخسر بانجي كما ينكسر سواريه مرة أخرى، بعد أن تقبض الشرطة عليه يتوعد بانجين مقسما أنه سيقتل سانوسكي بالمرة القادمة، ليرد عليه مرحبا بالفكرة لكن يخبره أنه لن ينتصر طالما ظل مرتديا السوارين لتغطية ضعفه.

#### أوتوا هيوكو
أوتوا هيوكو 乙和 瓢湖 مخنث آخر، يخبئ في جسمه العديد من الأسلحة التي يستخدمها في الاغتيالات، طريقته في القتال في مباغتة الخصم عندما يضعف دفاعه، يحب القتل لكنه لا يقتل النساء والأطفال، يظهر جبانا عندما فكر بالانسحاب من الهجوم على دوجو كاميا بعد أن رمقه كنشين بنظرة انتقام. أوتوا كان صديقا لنينجا يدعى ناكاجو، انضم أوتوا إلى إنيشي راغبا في الانتقام من هيتوكيري باتوساي الذي قتل ناكاجو كما يدعي، لكن يتضح أنه انضم لأجل متعة القتل لا أكثر.
أوتوا يقاتل ياهيكو في الهجوم على دوجو كاميا، وبينما هو على وشك قتل ياهيكو يتمكن ياهيكو من تغيير النتيجة لصالحه، يسقط أوتوا أرضا مستغربا من خسارته على يد شخص ليس بنصف عمره، ليقتاد بعدها إلى السجن.

#### ياتسمي موميو
ياتسمي موميو 八ツ目 無名異 شيخ من جماعة تنقيب عن الذهب، تمكن كنشين من هزيمته من قبل عندما عمل مع مقاتلي يامينوبو، ليقسم بعدها على الانتقام منه. ينضم موميو إلى إنيشي ليقاتل كنشين لكنه يقاتل سايتو الذي ينتصر عليه بكل سهولة.

#### وو هيشين
وو هيشين 呉 黒星 هو الآمر الثاني بعد إنيشي في منظمة مافيا شنغهاي، يمتلك زوجين من المسدسات.

### سو-شين
سو-شين 四星 (النجوم الأربعة) هم أربعة حراس شخصيين لإنيشي، سموا بأسماء الآلهة اليابانية الأربعة: سيريو 青龍، سوزاكو 朱雀، بياكو 白虎، وغنبو 玄武. عندما يصل كنشين ورفاقه إلى جزيرة إنيشي يترك كنشين أمر الحراس الأربعة لرفاقه ليهزموا جميعا، سايتو هزم سيريو، آوشي هزم سوزاكو، سانوسكي هزم بياكو، وياهيكو هزم غنبو.

### مجموعة يامينوبو
يامينوبو 闇乃武 مجموعة من النينجا عملوا لمصلحة نظام توكوغاوا شوغون، أسند إليهم مهمة قتل هيتوكيري باتوساي مستغلين يوكيشيرو توموي بغير علمها، بينما استخدموا يوكيشيرو إنيشي كحلقة التواصل بينها وبينهم، جميعهم قاتلوا كنشين لكنهم انتهوا قتلى على يديه، وهم:
- موراكامي 村上: أول من واجه باتوساي بعد الخروج من مطعم، استخدم سيفين يابانيين مربوطين بسلسلة معا في مقبضيهما، لقي حتفه بأحدهما.
- ناكاجو 中条: أحد أصدقاء أوتوا هيوكو وأول من واجه باتوساي داخلا الغابة. في المانغا يتمكن باتوساي من قطع يده بعد تفجيره قنبلة، يهرب إلى مغارة ليتبعه باتوساي وعندما يدخل يقوم بتفجير قنبلة أخرى تقتله وتتسبب بصمم مؤقت لباتوساي. في سلسلة OVA يقتله كنشين بسيفه ليفجر قنبلة قبل موته. مقتل ناكاجو استغله أوتوا هيوكو كذريعة للمشاركة في حملة جينتشو.
- سوميتا 角田: التالي في قتال كنشين، استخدم فأسا واستغل الأشجار المحيطة في الهجوم، يقطع باتوساي رجليه وقبل أن يصل إلى مكان توموي، يفجر القنبلة الثالثة ما تتسبب في عمى مؤقت لباتوساي.
- تاتسمي 辰巳: رجل ضخم هو قائد مجموعة النينجا. يقتله باتوساي في سبيل الوصول إلى توموي.

### فودوساوا
فودوساوا 不動沢 رئيس عصابة في بلدة صغيرة في منطقة شينانو (شينشو) وهو ابن أخ تاني جوسانرو. يستمر فودوساوا في مضايقة عائلة هيغاشيداني ويستأجر ساغارا سانوسكي لقتال هيغاشيداني كاميشيمويمون، لكن سانوسكي يكتشف أن كاميشيمويمون ليس سوى والده ليدرك حقيقة مضايقات فودوساوا لعائلته، يهزم فودوساوا على يد سانوسكي وتكسر ست أضلع منه كما تصبح جبهته كحرف M. يلبى

## شخصيات أخرى

### أوغني غنساي
أوغني غنساي 小国 玄斎 (وفي نسخة سوني للأنمي أوغني جنساي) هو طبيب عيادة بطوكيو يهتم بميغومي كطالبة لديه بعد إنقاذها من عصابة الأفيون، في الأنمي تظهر فتاتين صغيرتين هما حفيدتاه.

### ياماغاتا أريتومو
ياماغاتا أريتومو 山縣 有朋 كان أحد رفاق كنشين في إيشين شيشي، وبحكم تبوؤه منصبا قياديا بالحكومة يربي شاربا. يحاول ياماغاتا إقناع كنشين بالتوقف عن حياة السيوف والانضمام للحكومة لكن كنشين يرفض.

### سكيهارا تاي
سكيهارا تاي هي امرأة شابة تمتلك مطعم أكابيكو في طوكيو، لها أخت توأم لها تدعى ساي تدير مطعما مشابها في كيوتو يدعو شيروبيكو. بتطور القصة يصبح ساغارا سانوسكي مدينا لها بكم كبير من المال مع حساب الفائدة، كما كانت دائما ما تحاول دفع علاقة كاورو بكنشين للأمام.

### سانجو تسوبامي
سانجو تسوبامي 三条 燕 هي نادلة تعمل في مطعم أكابيكو، تصبح في القصة حب ميوجين ياهيكو الذي أنقذها من مجموعة رونين التي أرغمتها على المساعدة في السرقة. تسوبامي فتاة رقيقة في الحديث خجولة جدا. بعد أن يقع كنشين في كآبة شديدة بعد اعتقاده بمقتل كاورو، تهرع تسوبامي إليه طالبة منه مساعدة ياهيكو في قتاله أحد أتباع إنيشي، لتعيده من جديد إلى العالم الحي.

### رئيس الشرطة
رئيس الشرطة هو أحد أصدقاء كنشين الذي يبلغه آخر أخبار المدينة، في فصل جينتشو من المانغا يستهدف منزله من قبل إنيشي الذي يضايق معارف كنشين في خطته جينتشو للانتقام منه، ينقذ كنشين رئيس الشرطة وعائلته ولرد جميله، يقوم رئيس الشرطة بتضليل أفراده من القبض على سانوسكي ساغارا في نهاية القصة، طيلة السلسلة لم يعط اسم معين له إلى أن بدأ فصل جينتشو ليعرف باسم أورامرا 浦村 في المانغا، بينما في الأنمي أعطي له اسم موراكي.

### مجموعة أونيوابان
تاريخيا كانت مجموعة أونيوابان حامية قلعة إيدو في فترة إيدو. في روروني كنشين كانت هناك مجموعتين لها، مجموعة طوكيو المكونة من آوشي ورفاقه، ومجموعة كيوتو المكونة من ميساو ورفاقها.

#### هان-نيا
هان-نيا 般若 أحد أتباع آوشي، يلقى خارج قريته وهو رضيع نظرا لشدة الفقر، ينجو هان-نيا لكنه لم يستطع العودة إلى القرية فهام كالحيوان حتى وجده آوشي وأعطاه منصبا في المجموعة.
أسلوب هان-نيا يكمن في التوري، لهذا يرتدي قناعا حتى يخفي التغير في ملامح وجهه. يقدم هان-نيا حياته في سبيل إعطاء كنشين فرصة لاستلاء سيفه والتخلص من كانريو الذي يقتله.

#### بيشيمي
بيشيمي 癋見 هو أصغر فرد في المجموعة، يستغل سرعته نظرا لافتقاده القوة في القتال، سلاحه المفضل هو الأسهم المسمومة، حيث تسبب بشل ياهيكو في القصة ولاحقا في الأنمي يتسبب بانتصار كنشين على كانريو عندما يعلق شريط طلقات المدفع بسهمه. يموت بيشيمي بطلقات مدفع كانريو في سبيل حماية قائدة آوشي.

#### هيوتوكو
هيوتوكو 火男 (رجل النار) رجل ضخم الجثة، ضخامته تمتص الضربات العادية كما يقوم بنفث اللهب عن طريق كيس ممتلئ بسائل مشتعل يحتفظه في جوفه بينما تقوم أسنانه بإشعال النار.

#### شيكيجو
شيكيجو 式尉 هو رجل العضلات في المجموعة الذي يقاتل بيديه. ماضيه يحكي عن عمله كنينجا لصالح جماعة ساتسما من إيشين شيشي، يتسلل إلى قلعة إيدو محاولا سرقة المعلومات إلا أنه يواجه آوشي الفتى الذي يتسبب بكل الندبات على جسده، يمنحه آوشي فرصة للانضمام إلى مجموعة أونيوابان لاكتساب القوة وفق تمارين المجموعة الخاصة «وأدويتها». في القصة يواجه سانوسكي في قصر كانريو ويقاتله بسلسلة مربوطة بكرة حديدية لكنه يهزم، بعدها يكون أول من مات بسبب مدفع رشاش كانريو محاولا حماية قائده آوشي.

#### أوكينا
كاشيوازاكي نانجي 柏崎 念至 المعروف باسم أوكينا 翁 هو مقاتل عنيد وماهر عرف عنه بأنه الوحيد الذي تساوى مع رئيس المجموعة السابق في القوة، يستخدم أوكينا زوجين من تونفا كسلاح ودرع. كان على وشك استلام قيادة المجموعة إلا أنه تنازل عن المنصب معللا بأنه وقت الشباب في استلامها، فيوصي بآوشي شينوموري ليكون القائد الجديد. بعدها يؤسس شبكة معلومات وفندقا في كيوتو باسم آوي-يا ويوظف فيه رفاقه السابقين في المجموعة.
رغم كبر سنه، لا يزال أوكينا نشطا في عمله باستمرار شبكة المعلومات التي أنشأها ليعلم آخر الأخبار التي تحصل وما وراءها، يستخدم أوكينا الشبكة في تزويد كنشين بالمعلومات حول أراي سيكو وهيكو سيجورو. أوكينا يحب لعبة الشراب والنساء الجميلات.
يعمل معه في القندق أربعة أشخاص كانوا رفاقه بالمجموعة، وهم كوروجو 黒尉 (كورو)، شيروجو 白尉 (شيرو)، ماسكامي 増髪 (أوماسو)، وأوميمي 近江女 (أوكون).

### ساغارا سوزو
تاريخيا كان ساغارا سوزو 相楽 総三 ولد وتوفى (1839-1868) قائدا في الوحدة الأولى لجيش سيكيهو، في روروني كنشين يقوم بمثل هذا الدور، كما كان بالنسبة إلى سانوسكي مثلا أعلى. يقتل سوزو على يد قوات حكومة ميجي، ما يدفع سانوسكي إلى بغضها طيلة عمره، خاصة بعدما مثلت بجثته وعرضت رأسه مقطوعا على قفص. في فترة ما يحمل سانوسكي اسم عائلة سوزو ليصبح ساغارا سانوسكي.

### تسوكيوكا تسونان
تسوكيوكا تسونان 月岡 津南 أحد من نجا من جيش سيكيهو بعد إعدام أفراده من قبل حكومة ميجي، بعد الثورة يعيش تسونان كرسام. تسونان خبير بالبارود والمتفجرات كما صنع كمية حتى ينتقم بها من الحكومة، بعد أن يتفق مع سانوسكي على خطة الانتقام يقف كنشين في طريقهما ويمنعهما من تنفيذها. في الأنمي يغير تسونان عمله إلى صحفي ليصبح مصدرا كبيرا للمعلومات لسانوسكي، كما يقدم تسونان قبل رحيل صديقه إلى كيوتو قنابل خاصة بدون فتيل.

### تسوكاياما يوتارو
تسوكاياما يوتارو 塚山 由太郎 فتى يافع يحلم بأن يكون قويا بسيفه، في المانغا يعيش يوتارو مع والده يوزايمون الساموراي السابق الثري من تجارة السيوف، يشعر يوتارو أن تصرفات والده تستصغره ليقرر بعدها أن يكون أقوى من أبيه، عائلة تسوكاياما تخدع من قبل إيسوروغي رايجوتا الذي ينقذها من عملية سطو مدبرة، لتدفع له المال مقابل تعليمه يوتارو فنون السيف، يصبح يوتارو خصما عنيدا لميوجين ياهيكو ليتنافس الاثنان على لقب الأقوى، بعد فشله في الهجوم على رفاق كنشين يقوم رايجوتا بإصابة يوتارو في ذراعه اليمنى مدمرا خلاياها العصبية، ما يجعله غير قادر على حمل السيف بتلك اليد، يرسله والده إلى ألمانيا لتلقي العلاج بعد ذلك.
في الأنمي، يكون والد يوتارو مقاتل السيف الشهير ميتا، بينما يوتارو يرث ثروته الهائلة. يطلب يوتارو من كنشين تعليمه فنون القتال إلا أنه يقابل بالرفض، بعدها يقابل رايجوتا الذي ينقذه من عملية سطو مدبرة، ليصبح متدربا لديه مقابل تمتع رايجوتا بحرية التصرف في ممتلكاته، يستخدم رايجوتا أموال يوتارو في إعداد خطة للإطاحة بحكومة ميجي، ثم يقوم رايجوتا بضربه بالسيف لتسبب بتدمير الخلايا العصبية لذراعه اليمنى، ليغادر بعدها إلى ألمانيا لتلقي العلاج. يعود يوتارو مرة أخرى في قصة الفرسان السود ومعه طبيبه الألماني إلى اليابان.

### أوكوبو توشيميتشي
تاريخيا، أوكوبو توشيميتشي 大久保 利通 ولد وتوفى (1830-1878) كأن أحد رجال إيشين شيشي الخمسة، وأحد ثلاثة رموز في حكومة ميجي، كان قائد جماعة ساتسما التي عارضت نظام توكوغاوا شوغون وداعما للثورة التي أطاحت بذلك النظام. في روروني كنشين يأتي أوكوبو طالبا من كنشين المساعدة في التخلص من شيشيو ماكوتو. تاريخيا يقتل أوكوبو على يد ستة ساموراي ناقمين عليه في 14 مايو 1878، بينما في روروني كنشين يدعي الساموراي الستة مسؤوليتهم عن العملية بعد رؤيته ميتا، بعد أن سبقهم سيتا سوجيرو بقتله.

### كاواجي توشيوشي
كاواجي توشيوشي 川路 利良 هو أحد مساعدي أوكوبو في وزارة الداخلية، حيث يترأس جميع أقسام الشرطة.

### يامايوشي موريسكي
يامايوشي موريسكي 山吉 盛典 هو محافظ مقاطعة فوكوشيما وآخر من اجتمع مع أوكوبو قبل اغتياله، في القصة يخبر كنشين ما جرى بينه في الاجتماع.

### ميشيما إيجي
ميشيما إيجي 三島 栄次 فتى شاب من قرية شينغتسو يسعى للانتقام من قتلة أخيه ووالديه من أتباع شيشيو، بعد أن يطيح كنشين بسنكاكو أحد أتباع شيشيو يحاول إيجي قتل سنكاكو بسيف أخيه لكن سايتو يمنعه بحجة «الاستفادة من المعلومات لديه وكي لا يضاعف من مجهوده إذا ما قتله»، يرسله سايتو إلى زوجته توكيو 時尾 لتهتم بأمره.

### عائلة آراي
هذه العائلة التي تسكن كيوتو فيها الأب آراي سيكو 新井 青空، الأم آراي أزسا 新井 梓، والطفل الصغير آراي إيوري 新井 伊織 الذي يشير إلى كنشين باسم غوجارو ごじゃる (لفظة ملعوبة من كلمة كنشين اللطيفة دي غوزارو でござる).
ورث سيكو من أبيه آراي شاكو 新井 赤空 حرفة صناعة السيوف التي اشتهر بها كأفضل صانع سيف ياباني، لكن سيكو قرر التوقف عن صناعة السيوف والاتجاه إلى صناعة الأدوات المنزلية (كالسكاكين)، يرفض سيكو طلب كنشين صناعة سيف ساكاباتو آخر، ثم يأتي تشو أحد أتباع شيشيو إلى العائلة مطالبا بآخر سيف من صنع شاكو، تكشف زوجة سيكو بمكان السيف بعد أن هدد تشو حياة طفلها، ليذهب تشو إلى المكان محتفظا بالرهينة إلى أن يجد السيف، يتدخل كنشين وينقذ الطفل بعد أن يستلم سيف شاكو الأخير ويتضح أنه سيف ساكاباتو آخر، وكمكافأة على إنقاذه لطفله يهب سيكو سيف أبيه إلى كنشين.

### هيكو سيجورو
هيكو سيجورو هو مدرب كنشين الذي ورثه أسلوب هيتن ميتسوروغي.

### تسوباكي ويتامى المعبد البوذي
آنجي في معبده في إزو (هوكايدو حاليا) اهتم بخمسة أطفال، من بينهم تسوباكي 椿، تاسكي 太助، غورو 吾郎، أولئك اليتامى فقدوا أهاليهم في حرب بوشين، تسوباكي وأنجي كانا يقومان على مصالح الأطفال إلى أن جاء رئيس القرية وطلب منهم المغادرة، يوافق آنجي على المغادرة لكن باليوم التالي، إلا أن رئيس القرية ومعاونيه يقررون إحراق المعبد بمن فيه، ينجو آنجي لكنه يرى جثث الأطفال المتفحمة فينتقم لهم بقتل رئيس القرية بعد خمس سنوات.

### سيكيهارا ساي
سيكيهارا ساي 関原 冴 هي مالكة مطعم شيروبكو 白べこ بكيوتو، وهي الأخت التوأم لتاي في طوكيو.

### يوكيشيرو توموي
يوكيشيرو توموي هي أخت إنيشي وزوجة كنشين السابقة.

### كيوساتو أكيرا
كيوساتو أكيرا 清里 明良 هو ابن عائلة ساموراي من الطبقة الثانية وخطيب توموي السابق، ينضم إلى فرقة ميماواريغومي في كيوتو أملا في أن يصبح مقاتلا ليسعد توموي بذلك، يحكي لرفيقيه من الفرقة مدى حماسته للزواج، لكن كنشين يقتل كلا منهما ويترجاه أكيرا في المحافظة على حياته، لكن كنشين يقتله أيضا.

### كاتسرا كوغورو وتاكاسغي شينساكو
تاريخيا كان كاتسرا كوغورو 桂 小五郎 وتاكاسغي شينساكو 高杉 晋作 من رموز إيشين شيشي في فترة باكوماتسو، في القصة يبدوان حليفين لهيتوكيري باتسواي.

### إيزكا
إيزكا 飯塚 أحد أفراد إيشين شيشي وأحد رفاق كنشين، عندما يرسل كنشين للعيش مع توموي بالجبال يكون إيزكا وسيلة التواصل مع إيشين شيشي. بعد أن ينتصر كنشين على مجموعة يامينوبو ويقتل توموي، يعود كنشين إلى كاتسرا الذي يبلغه أن شيشيو ماكوتو هيتوكيري المعارضة الحالي قتل الخائن الذي كان يسرب المعلومات والمتسبب بحادثة إيكدايا جيكن، لكن لم يصرح بكون إيزكا الخائن.

### أويبوري
أويبوري オイボレ هو شيخ لطيف وودود يرتحل من مكان إلى آخر ويسكن في القرية الميتة في القصة. عندما يقع كنشين في كآبة بعد اعتقاده بمقتل كاورو، يحاول أويبوري إقناع كنشين بالعثور على غايته بدلا من الاستماع إلى أصدقائه الذين يطلبون منه مجرد الثأر من إنيشي.
يتضح لاحقا أن أويبوري هو والد كل من توموي وإنيشي، وأنه على علم بما حصل مع ابنته وما فعله كنشين بها، يظهر بنهاية القصة مع إنيشي في القرية الميتة، لكن إنيشي لم يتعرف عليه، أويبوري بكونه يفهم طبيعة الآخرين ينصح إنيشي بالراحة حتى يجد هو الآخر غايته.

### عائلة هيغاشيداني
عائلة هيغاشيداني هم عائلة سانوسكي التي تسكن مقاطعة شينانو، هيغاشيداني كاميشيمويمون 東谷 上下ェ門 الفلاح هو والده، هيغاشيداني أوكي 東谷 右喜 هي أخته الصغرى، هيغاشيداني أوتا 東谷 央太 هو أخوه الأصغر، بينما أمه نانامي 菜々芽 توفيت بعد ولادتها لأوتا بسنوات بسبب البرد، في نهاية القصة يتدرب أوتا في دوجو كاميا.

### تاني جوسانرو
تاني جوسانرو 谷 十三郎 سياسي في وزارة الحرب وأحد رجال إيشين شيشي، تاني ثري جدا وواسع النفوذ، يقف وراء الاستبداد في القرية التي فيها ابن أخيه فودوساوا رئيس العصابة فيها. بعد أن يتخلص سانوسكي من فودوساوا يتجه إلى محل إقامة تاني ويهزم الإخوة هيروما الذين يعملان وقتها حارسين شخصيين، وبعدها يضرب تاني ضربا مبرحا يرسله إلى المستشفى. لاحقا يستخدم تاني سلطته في تتبع سانوسكي الذي يضطر للهرب من دوجو كاميا حتى لا يعتقل بتهمة التعرض على أحد رجال إيشين شيشي.

### هيمورا كنجي
هيمورا كنجي 緋村 剣路 هو ابن كنشين وكاورو بعد زواجهما في الفصل الأخير من القصة، ورغم شبهه الكبير بكنشين إلا أنه متعلق أكثر بكاورو (عادة ما يسحب شعر والده)، آخر ظهور له كان في الفصل الخاص ياهيكو نو ساكاباتو حيث بلغ وقتها الرابعة من عمره، يراه ياهيكو يتدرب بالسيف الخشبي ليدعوه «الوريث المستقبلي لأسلوب كاميا كاشين».
في سلسلة OVA يظهر كنجي كفتى يافع على وشك البلوغ، يحمل ضغينة تجاه والده الذي يراه مهملا تجاهه وأمه، يهرب كنجي من البيت إلى كيوتو سعيا وراء هيكو سيجورو الثالث عشر، آملا بتعليمه أسلوب هيتن ميتسوروغي حتى يصبح بقوة والده أيام هيتوكيري باتوساي، وفي تسلسل القصة يتعقبه ياهيكو بطلب من كاورو، ظنه السيء بوالده يقع تحت اختبار يجرى في مبارزة بينه وبين ياهيكو، ليذوق بضربة واحدة طعم سيف والده ساكاباتو وكيف كان فكره وقوته، وبينما هو على ركبتيه يقدم ياهيكو إليه سيف والده كهدية على بلوغه سن الرشد، أملا في إدراكه أن قوة كنشين لا تكمن في مقدرته على القتل بل تقديره للحياة، بنهاية سلسلة OVA يشاهد كنجي برفقة رفيقته تشيزرو.

## الشخصيات الجديدة في الأنمي

### أيامي وسوزومي
أيامي あやめ وسوزومي すずめ هما حفيدتا الطبيب غنساي، في نسخة سوني كان اسمهما يومي وسوزي.

### فرقة جينبو
فرقة جينبو هي فرقة من منفذي عمليات اغتيالات يترأسها توما، يقوم أحد رجال الحكومة الفاسدين بالتحكم بها وإرسالها لاغتيال ياماغاتا أريتومو قائد الجيش الإمبراطوري، لكن كنشين وسانوسكي وساساكي الساموراي السابق ومدرب توما يفشلون العملية.

### قراصنة كايريو
قراصنة كايريو هم مجموعة من القراصنة سكنوا إحدى الجزر وتقودهم شورا، تعودوا على الاعتداء على السفن وتوزيع الغنائم على فقراء الجزيرة.

### أماكسا شوغو
أماكسا شوغو 天草 翔伍 (الاسم الحقيقي موتو شوغو 武藤 翔伍) أحد ممارسي أسلوب هيتن ميتسوروغي في القتال، دربه خاله الذي كان أحد المتدربين على يد هيكو سيجورو الثاني عشر لكنه فشل في الاختبار الأخير ولم يمت. عائلة شوغو كانت من أتباع النصرانية التي اضطهد أتباعها في فترة نظام توكوغاوا شوغون وفي فترة ميجي، قتل والدي شوغو بسبب ديانتهما ليسافر مع أخته وخالهما إلى أمريكا، وهناك تعلم الطب ليعود إلى اليابان معالجا الأمراض التي استصعب علاجها تقليديا، فيعتقده الناس أنه «ابن إله» ويتبعوه.

### ليدي ماغداليا
اسمها الحقيقي سايو موتو، هي أخت شوغو الصغيرة وهي بعين أتباعه مرشدة ومعلمة لأبنائهم، عانت منذ صغرها من السل كوالدتها لتموت بمضاعفاته نظرا لصعوبة علاجه وقتها.

### كاتسو
كاتسو هو أحد من بقي من رجال توكوغاوا في قلعة إيدو، عهدت إليه في الماضي كنوز توكوغاوا التي لم تكتشف حتى في حقبة ميجي.

### دايغورو
دايغورو أحد طلاب كاتسو، شاب شغوف بالعلم لكنه لا يرى نفسه قادرا على حمل السلاح رغم بقائه في دوجو كاميا كمتدرب.

### إيتسكو
إيتسكو هي ابنة كاتسو، فتاة تهتم بدايغورو وتقف في صفه دائما.

### تتسوما
تتسوما هو أحد المتدربين على يد كاتسو، وهو مقاتل محترف نال منصبا في حكومة ميجي، تتسوما يطمع في ترقيته في عمله عن طريق إيجاد كنوز توكوغاوا.

### بني آوي
بني آوي هو أحد رجال توكوغاوا ورفيق سابق لكاتسو في قلعة إيدو، يخبره تتسوما في فترة بأن كاتسو هو المسؤول عن سقوط قلعة إيدو، وأن كاتسو قام بذلك طمعا في كنوز توكوغاوا التي يخبئها.

### هانس
هانس هو طبيب ألماني قام بعلاج ذراع يوتارو المصابة، قدم مع يوتارو إلى اليابان وزار دوجو كاميا. يحمل هانس خريطة تدل على مكان عشبة تستطيع علاج الأمراض كلها.

### الفرسان السود
الفرسان السود هم مجموعة من المقاتلين تنشط حركتها في أوروبا، يطمع قادتها بالسيطرة على العالم عن طريق الثروة التي سيجنونها من بيع العشبة التي تعالج الأمراض كلها.

### مجموعة النينجا سانادا
مجموعة النينجا سانادا هم نينجا توارثوا عبر الأجيال على حماية مكان العشبة التي تعالج الأمراض كلها، تتحالف المجموعة بقيادة ميساناغي مع الفرسان السود لإيجاد العشبة شريطة مساعد الفرسان للمجموعة على السيطرة على اليابان.

### جماعة الماء وجماعة الرياح
جماعة الماء وجماعة الرياح كانتا أطرافا متنازعة في طوكيو على استخدام أسلوب فنغ شوي في التخلص من الجماعة الأخرى، ريسوي وهو آخر من بقي من جماعة الماء قرر إعادة استخدام أسلوب فنغ شوي حتى يستطيع السيطرة على البلاد، بينما جينبو وهو آخر من بقي من جماعة الرياح يقرر إيقاف ريسوي ويتحالف مع كنشين حتى يتسنى له ذلك.

## وصلات خارجية
- صفحة إصدار كانزنبان من روروني كنشين وفيها ملخصات عن الشخصيات (باللغة اليابانية).